# George Shepherd (1er baron Shepherd)
George Robert Shepherd, 1er baron Shepherd (19 août 1881 - 4 décembre 1954), est un homme politique travailliste britannique.

## Jeunesse
Il est le fils de George Robert Shepherd, un tailleur de Spalding, Lincolnshire. Il commence à travailler comme assistant d'un cordonnier à Bradford, en adhérant à un syndicat et, en 1903, en rejoignant également le Parti travailliste indépendant (ILP). À partir de 1908, il passe un an à travailler comme organisateur à plein temps de l'ILP pour les Midlands, puis est nommé agent du Parti travailliste à Dundee, où il est agent électoral d'Alexander Wilkie. En 1913, il déménage à Blackburn, pour servir d'agent à Philip Snowden.
Il ne participe pas la Première Guerre mondiale, étant objecteur de conscience.

## Carrière
En 1920, Shepherd devient l'organisateur du district du Parti travailliste pour la région de Londres et du sud. Il est agent national adjoint de 1924 à 1929 et agent national de 1929 à 1946 et est responsable des agents du Parti travailliste dans tout le pays lors de la victoire électorale écrasante de Clement Attlee en 1945. Lorsque Winston Churchill demande à Clement Attlee et au Parti travailliste de former une coalition en temps de guerre, il négocie les termes de l'accord de coalition avec George Shepherd.
Le 28 juin 1946, il est élevé à la pairie en tant que baron Shepherd, de Spalding dans le comté de Lincoln, devenant l'un des rares pairs travaillistes à la Chambre des lords. Shepherd sert dans le Gouvernement Attlee comme Lord-in-waiting (whip du gouvernement) de 1948 à 1949, en tant que capitaine du Yeomen of the Guard (chef adjoint du whip à la Chambre des lords) en 1949 et en tant que capitaine de l'honorable Corps of Gentlemen-at-Arms (whip en chef à la Chambre des lords) de 1949 à 1951. La dernière année, il est admis au Conseil privé.

## Vie privée
En 1915, il épouse Ada Newton. Elle est une syndicaliste active et une militante pour les droits des femmes qui est soutenue par les familles quaker de Cadbury, Fry et Rowntree dans la lutte pour un salaire décent pour les femmes. Ils ont un fils et une fille, Margaret, décédée en 2015.
Lord Shepherd meurt en décembre 1954, âgé de 73 ans, et est remplacé dans la baronnie par son fils unique Malcolm, qui devient également un éminent politicien travailliste et occupe plusieurs des mêmes fonctions que George Shepherd.